# 中国驻土库曼斯坦大使馆
中华人民共和国驻土库曼斯坦大使馆，简称中国驻土库曼斯坦大使馆，是中华人民共和国驻土库曼斯坦的外交代表机构，位于阿什哈巴德市阿尔恰比尔大街45号（45, Archabil Str., Ashgabat）。

## 机构设置
中国驻土库曼斯坦大使馆设置下列机构：
- 政治处
- 经商处
- 武官处
- 领事部
- 办公室